# Герб Жукова и Жуковского района (Калужская область)
Герб города Жукова и Жуковского района Калужской области Российской Федерации.
Герб утверждён Постановлением Представительного Собрания муниципального образования «Жуковский район» № 83 от 28 октября 1998 года.
Герб внесён в Государственный геральдический регистр Российской Федерации с присвоением регистрационного номера № 320.

## Описание герба
«В лазоревом, зелёном, червлёном поле, разделённом двумя узкими волнистыми серебряными поясами, золотое изображение Святого Великомученика Георгия Победоносца в таковых же доспехах и приволоке (мантии), скачущего влево на золотом коне и поражающего золотым копьём с крестом на рукоятке обращённого и обернувшегося золотого дракона в оконечности щита».

## Символика герба
Святой Георгий в гербе символизирует место рождения полководца Маршала Советского Союза, четырежды Героя Советского Союза Г. К. Жукова (деревня Стрелковка Калужской области) и его вклад в победу в Великой Отечественной войне, а серебряные пояса — реки Протву и Нару.

## История герба
Герб разработан при содействии Союза геральдистов России.
Авторы герба: идея — Е. Демин (Жуков), В. Коротков (Жуков), К. Мочёнов (Химки); художник — Р. Маланичев (Москва).